# 左宝貴
左 宝貴（さ ほうき、1837年 - 1894年9月15日）は、清の将軍。回族。字は冠廷。山東省費県（現在の平邑県）地方鎮の人。平壌にて戦死。

## 概要
山東省出身。日清戦争の際に李鴻章の命を受け、奉天軍（5,000名とも3,500名とも）を率いて平壌に進軍。1894年9月15日に日本陸軍と交戦中に戦死。ドゥガルド・クリスティーによると、左宝貴将軍は当時近代的組織となっていた日本軍との戦力格差を知った上で、「これは匪賊討伐とは異ひます。私は生きて環ることはありますまい。」と述べ死を覚悟していたという。
戦闘の詳細な様子は、平壌の戦い (日清戦争)を参照のこと。
左宝貴の部下は、遺体を回収しようとしたが銃撃戦が起こり断念。遺体は行方不明となった。戦後、左宝貴が倒れた付近には、日本人の手により柵が組まれ碑が建てられた。碑文には、「奉天師団総司令官左宝貴ここに死す」「平壌にて日本軍と戦うも、戦死」と記された。
後に朝鮮半島を訪れたイザベラ・バードは、著作の中で、この碑文を「敵軍の名将に捧げた品位のある賛辞」と表している。